# Mount Stroschein
Mount Stroschein är ett berg i Antarktis. Det ligger i Västantarktis. Argentina, Chile och Storbritannien gör anspråk på området. Toppen på Mount Stroschein är 1 020 meter över havet.
Terrängen runt Mount Stroschein är varierad. Mount Stroschein är den högsta punkten i trakten. Trakten är obefolkad. Det finns inga samhällen i närheten.